# ISO 1
ISO 1 — международный стандарт установленный Международной организацией по стандартизации, который определяет стандартную опорную температуру для геометрической спецификации продукта и проверки. Температура фиксируется при 20 градусов Цельсия, что равно 293,15 кельвинов и 68 градусов по Фаренгейту.
Из-за теплового расширения измерения точности длины должны быть выполнены (или преобразованы) при заданной температуре. ISO 1 помогает в сравнении измерений путём определения такой контрольной температуры. Контрольная температура 20 ° C была принята Международным комитетом мер и весов 15 апреля 1931 года и стала рекомендацией ISO 1 в 1951 году. Вскоре он заменил по всему миру другие контрольные температуры для измерений длины, которые раньше использовали изготовители прецизионного оборудования, включая 0° C, 62° F и 25° C. Среди причин выбора 20° С было то, что это была удобная и практичная температура в мастерской, и это привело к целому значению как по шкале Цельсия, так и по Фаренгейту.